# Brażnoje
Brażnoje (ros. Бражное) – wieś (sieło) w Rosji, w Kraju Krasnojarskim, w rejonie kańskim. W 2010 liczyła 1756 mieszkańców.